# طوطی‌نوک گلوشرابی
طوطی‌نوک گلوشرابی (نام علمی: Paradoxornis webbianus) نام یک گونه از تیره سسکیان است.